# Teinolophos
Teinolophos is een geslacht van uitgestorven eierleggende zoogdieren uit de orde Monotremata. Het leefde tijdens het Krijt in Australië. De typesoort is Teinolophos trusleri.

## Fossiele vondsten
Teinolophos leefde in het Vroeg-Krijt (Barremien, circa 125 miljoen jaar geleden) in het zuidelijke gedeelte van het Australische continent en het is hiermee de oudst bekende vertegenwoordiger van de cloacadieren.Teinolophos werd in 1999 beschreven op basis van vondsten uit de Wonthaggi Formation in Victoria bestaande uit verschillende onderkaken, waarvan één met een drietal tanden. 

## Classificatie
Aanvankelijk werd Teinolophos gezien als vertegenwoordiger van de Eupantotheria, een groep van zoogdieren uit het Mesozoïcum waarvan gedacht wordt dat het de voorlopers van de theriën zijn, maar nadere analyse leidde uiteindelijk tot classificatie bij de Monotremata. In 2022 werd het ingedeeld in de eigen familie Teinolophidae.

## Kenmerken
Op basis van deze fossielen wordt de lichaamslengte van Teinolophos geschat op ongeveer tien centimeter met een gewicht van circa veertig gram. Hiermee is Teinolophos het kleinste bekende cloacadier. Het was een insectivoor. Verschillende morfologische kenmerken in het voorste deel van de kaken van Teinolophos zijn vergelijkbaar met de snavelachtige bek van de huidige cloacadieren, zoals verlenging van de onderkaak voorafgaand aan de kiezen en een botkanaal wijzend op de aanwezigheid van een vergrote zenuw in de onderkaak die geassocieerd is met mechano- of elektroreceptie. De uiteindes van de onderkaak staan naar binnen, wat er op wijst dat Teinolophos een erg gevoelige snuit in plaats van een snavel had.